# لورينزو دلغادو
لورينزو دلغادو (بالإسبانية: Lorenzo Delgado)‏ (مواليد 10 أغسطس 1916) هو ملاكم مكسيكي، مثّل بلاده في الألعاب الأولمبية الصيفية 1936.

## روابط خارجية
لورينزو دلغادو على موقع بوكس ريك (الإنجليزية) (registration required)
- لورينزو دلغادو على موقع أوليمبيديا (الإنجليزية)